# 渡名喜忠信
渡名喜 忠信（となき ただのぶ、1984年12月2日 - 2015年9月6日）は、日本の俳優。沖縄県出身。身長は180cm、血液型はO型。コンプリート☆キッズ所属。2015年9月6日に死去。享年30。

## 人物
- 特技はアクション、野球、ボウリング。

## 出演

### 映画
- 喧嘩上等天下高校（2009年公開）
- ストイックガール 完全版（2009年10月公開）
- B-ON（2010年2月公開） - 九々琉真役
- B-ON 美女木兄弟戦争篇（2010年4月公開） - 九々琉真役
- 学忍（2010年9月公開）
- B-ON 不良全滅篇（2010年11月公開） - 九々琉真役
- ブラックスクール 裏黒（2011年7月公開） - 田代健次郎刑事役
- ブラックスクール 黒白（2011年7月公開） - 田代健次郎刑事役
- ブラックスクール 白光（2011年9月公開） - 田代健次郎刑事役
- デスヤンキー 中坊篇（2011年9月公開） - 保竜之新役
- デスヤンキー 高校生篇（2011年11月公開） - 保竜之新役(主演）
- デスヤンキー 死闘篇（2011年11月公開） - 保竜之新役(主演）
- TO-BE（2011年12月公開） - 堂本一郎役
- B-ON 蘭城高校危機一髪篇（2012年2月公開） - 九々琉真役
- G-ON（2012年3月公開） - 中間先生役、九々琉真役
- ワーストギア（2012年4月公開） - 勝役
- 少年ギャング（2012年6月公開） - 鵜飼菴役
- B-ON 死闘篇（2012年7月公開） - 九々琉真役
- B-ON 決闘篇（2012年7月公開） - 九々琉真役
- ダブルX（2012年8月公開） - 城道千太役(主演)
- G・F・G（2012年9月公開） - 仁王堂仁平役
- B-ON.R 奴が帰ってきた篇（2012年11月公開） - 九々琉真役
- ギャングジャッジ（2012年11月公開） - 大崎役
- ヤンキーロード（2013年2月公開） - 組頭電役

### CM
- ハンゲームFIGHTERS CLUB（2012年）- 実写版スパイク役